# Montipora floweri
Montipora floweri är en korallart som beskrevs av Wells 1954. Montipora floweri ingår i släktet Montipora och familjen Acroporidae. IUCN kategoriserar arten globalt som livskraftig. Inga underarter finns listade i Catalogue of Life.